# Giuseppe Zago
Giuseppe Zago (Venezia, 13 settembre 1881 – Venezia, 7 dicembre 1947) è stato un attore italiano.

## Biografia
Nato a Venezia, era figlio d'arte: suo padre, Emilio Zago, fu un importante interprete dialettale veneto con cui iniziò a lavorare sin da bambino. Costituì in seguito proprie compagnie teatrali recitando in vari lavori goldoniani; fu compagno di palcoscenico, tra gli altri, di Cesco Baseggio e Toni Barpi.
Nel cinema debuttò nel 1935 nella pellicola La luce del mondo del regista Gennaro Righelli, nello stesso periodo l'EIAR gli diede l'occasione di recitare in varie commedie radiofoniche.
Nel periodo della seconda guerra mondiale lavorò a diversi film girati negli studi Scalera alla Giudecca a Venezia nel Cinevillaggio , una struttura per la produzione cinematografica, sorta a partire dall'autunno del 1943, dopo l'Armistizio di Cassibile, per iniziativa del Ministero della cultura popolare della Repubblica Sociale Italiana (RSI), diretto da Ferdinando Mezzasoma come alternativa al complesso romano di Cinecittà.
Morì nella sua città natale nel 1947.

## Filmografia
- La luce del mondo, regia di Gennaro Righelli (1935)
- Scandalo per bene, regia di Esodo Pratelli (1939)
- Il segreto inviolabile, regia di Julio De Fleischner (1939)
- Boccaccio, regia di Marcello Albani (1940)
- Don Pasquale, regia di Camillo Mastrocinque (1940)
- Fortuna, regia di Max Neufeld (1940)
- La reggia sul fiume, regia di Alberto Salvi (1940)
- Rosa di sangue, regia di Jean Choux (1940)
- Il vagabondo, regia di Carlo Borghesio e Oreste Biancoli (1941)
- La sonnambula, regia di Piero Ballerini (1941)
- La principessa del sogno, regia di Roberto Savarese e Maria Teresa Ricci (1942)
- Musica proibita, regia di Carlo Campogalliani (1942)
- Tentazione, regia di Aldo Frosi (1942)
- Canal Grande, regia di Andrea Di Robilant (1943)
- Il paese senza pace, regia di Leo Menardi e Carlo Lodovici (1943)
- Quarta pagina, regia di Nicola Manzari (1943)
- Peccatori, regia di Flavio Calzavara (1944)
- Un fatto di cronaca, regia di Piero Ballerini (1944)
- I figli della laguna, regia di Francesco De Robertis (1945)
- La vita semplice, regia di Francesco De Robertis (1945)
- Trent'anni di servizio, regia di Mario Baffico (1945)
- Senza famiglia, regia di Giorgio Ferroni (1946)

## Prosa radiofonica Eiar
- L'avaro, commedia di Carlo Goldoni, regia di Alberto Casella, trasmessa il 5 dicembre 1937